# Chronische Transplantatnephropathie
Die chronische Transplantatnephropathie (CTN), engl. Chronic Allograft Nephropathy, ist ein Krankheitsbild, das Patienten mit einer Spenderniere betreffen kann. Es ist die häufigste Ursache für einen vorzeitigen Funktionsverlust einer transplantierten Niere.

## Hintergrund und Inzidenz
In den Anfangszeiten der Nierentransplantationen lag das Hauptaugenmerk darauf, dass das implantierte Organ nicht abgestoßen wird.  Die Abstoßungsrate nach einem Jahr betrug in den 1970er Jahren etwa 50 %. Neue wirkungsvollere Immunsuppressiva, namentlich Ciclosporin, kamen im Laufe der Zeit zum Einsatz, um die Wahrscheinlichkeit einer akuten Abstoßungsreaktion zu minimieren. Diese Maßnahmen zeigten auch einen positiven Effekt. So lag die Abstoßungsrate am Ende der 1990er Jahre nur noch zwischen 5 % und 20 % (innerhalb eines Jahres). Die verbesserte Immunsuppression hat zwar die akute Organabstoßung reduziert, aber keinen positiven Einfluss auf den mittel- und langfristigen Organverlust gezeigt. Die Probleme haben sich deshalb auf die langfristige Aufrechterhaltung der Funktion des Transplantats verlagert. zumal hier die Daten noch recht unbefriedigend sind. So lag im gleichen Zeitraum (Ende 1990er Jahre) die durch einen Funktionsausfall der Spenderniere bedingte Verlustrate nach fünf Jahren zwischen 25 % und 35 % und nach zehn Jahren bei 50 %.
Bei etwa 40 bis 60 % aller Biopsien, die routinemäßig 24 Monate nach der Transplantation durchgeführt wurden, ist eine chronische Transplantatnephropathie nachweisbar. Die Nephropathien entwickelten sich dabei auch bei einer optimalen und stabilen Annahme des Fremdorgans im Körper des Empfängers.
Die chronische Transplantatnephropathie ist die Hauptursache dafür, dass Patienten mit einer Spenderniere wieder dialysepflichtig werden, und ist in den entwickelten Ländern einer der häufigsten Gründe für ein terminales Nierenversagen.

## Pathologie
Die chronische Transplantatnephropathie ist gekennzeichnet durch eine Beeinträchtigung der Nierenfunktion mit einer unspezifischen Pathologie aus Tubulusatrophie, krankhafter Vermehrung von Bindegewebe (Fibrose) und Intimafibrose (engl. fibrous intimal thickening, FIT) sowie mit einer unterschiedlichen Schädigung der Nierenkörperchen (Glomerulopathie). Die Trias »Tubulusatrophie, Fibrose und Intimafibrose« ist die Grundlage für die sogenannte Banff-Kassifikation der CTN.
Verschiedene Einflussgrößen für die Entstehung einer CTN sind bekannt. Insgesamt ist noch vieles bei der Ätiologie unklar. Teilweise überlagern sich die Ursachen, teilweise kann zwischen Ursache und Wirkung nicht immer genau unterschieden werden. Die chronische Transplantatnephropathie ist daher ein Krankheitsbild mit einer komplexen Ätiologie. Es besteht ein Dreieck von Wechselwirkungen zwischen:
- Entzündungsprozessen
- Immunerkennung
- Verletzungen / physiologischem Stress

### Calcineurin-Inhibitoren
Die häufigste Ursache für eine CTN sind Immunsuppressiva mit nierentoxischen Eigenschaften. Die Empfänger einer Spenderniere müssen, so lange sie das Spenderorgan haben, Medikamente einnehmen, die die Organabstoßung verhindern sollen (eine Ausnahme ist nur gegeben, wenn Spender und Empfänger eineiige Zwillinge sind). Als Medikamente werden meist Calcineurin-Hemmer, wie beispielsweise Ciclosporin oder Tacrolimus, verwendet. Calcineurin-Inhibitoren sind allerdings nierentoxisch. Man spricht dabei von einer CNI-Nephrotoxizität.
Die Umstellung auf ein anderes Immunsuppressivum, das nicht über die Hemmung von Calcineurin wirkt, kann die statistische Wahrscheinlichkeit des Erhaltes der Nierenfunktion nachhaltig erhöhen. Die Einnahme von Sirolimus (Rapamycin), das über die Blockade von Interleukin-2 die Proliferation von T-Lymphozyten unterdrückt, ist dabei eine Option. Sirolimus ist in der Monotherapie nicht nierentoxisch.
Eine Reihe von Studien konnte zeigen, dass die Funktionsdauer transplantierter Nieren bei Patienten, die mit Sirolimus behandelt wurden, signifikant höher als bei Patienten mit den „klassischen“ Immunsuppressiva ist.
Eine andere Alternative ist Mycophenolat-Mofetil, das als IMPDH-Inhibitor ebenfalls über einen anderen Mechanismus das Immunsystem in seiner Funktion gezielt herabsetzt.

### Weitere mögliche Ursachen
Neben den Calcineurin-Inhibitoren spielt eine Reihe anderer nicht-immunologischer Faktoren eine Rolle. So können Infektionen, eine Proteinurie, das Alter und der Zustand der Transplantatniere, ein ischämischer Nierenschaden infolge des Verpflanzungsschocks, ein Bluthochdruck und das Tabakrauchen erheblich zur Entstehung der CTN beitragen. Bluthochdruck kann dabei sowohl Ursache als auch Wirkung der CTN sein.
Bei Leichennieren tritt die chronische Transplantatnephropathie häufiger auf als bei Nieren von Lebendspendern. Der klinische Verlauf ist bei beiden Typen von Spendernieren jedoch weitgehend gleich. Auch gibt es eine signifikante Korrelation zwischen der Häufigkeit der CTN und dem Alter der gespendeten Niere.

## Symptome und Diagnose
Eine chronische Transplantatnephropathie äußert sich durch eine langsame, über Monate oder Jahre ablaufende, Verschlechterung der Filterfunktion der verpflanzten Niere, die zur terminalen Niereninsuffizienz (vollständiger Funktionsverlust der transplantierten Niere und der beiden Eigennieren des Empfängers) führen kann.
Durch die Entnahme von Nierengewebe (Biopsie) kann die chronische Schädigung der Niere unter dem Mikroskop festgestellt werden. Typisch dabei sind die krankhafte Vermehrung von Bindegewebe (Fibrose), die Schädigung der Nierenkanälchen (Tubulusatrophie) und der Nierenkörperchen (Glomerulopathie) sowie eine durch Entzündungsprozesse hervorgerufene Verdickung der Gefäßwände, die zur Verengung des Lumens der Gefäße führt.
Die Unterscheidung, ob die Nierenfunktion durch eine chronische Transplantatnephropathie oder durch eine immunologisch bedingte Abstoßungsreaktion herabgesetzt ist, ist wegen der histologischen Ähnlichkeit häufig nicht möglich.
Die Banff-Klassifikation wird seit 1979 verwendet. Die letzte Version ist von 1997. Mit dieser Klassifikation werden histopathologische Befunde in die drei Klassen leicht, mittel und schwer eingeteilt.

## Therapie
Die Umstellung auf Immunsuppressiva, die nicht als Calcineurin-Inhibitoren wirken, kann die Progredienz der CTN unter Umständen aufhalten. Eine spezielle Therapie der CTN gibt es derzeit nicht. Eine angepasste Lebensweise ohne Übergewicht und mit dem Verzicht auf Tabakkonsum ist für den Erhalt des Spenderorgans vorteilhaft; ebenso ein niedriger bis normaler Blutdruck. ACE-Hemmer und AT1-Antagonisten können durch die Reduzierung der Proteinausscheidung positive Beiträge leisten. Bei der Gabe von ACE-Hemmern kann die Ciclosporin-Dosis zur Immunsuppression signifikant gesenkt werden.
Eine wirksame Behandlung oder besser noch eine Vermeidung der chronischen Transplantatnephropathie würde sich nicht nur für die betroffenen Patienten positiv auswirken, sondern auch die Wartezeit auf Spenderorgane bei anderen Patienten verkürzen.

## Weiterführende Literatur
- Jeffery T. Fletcher, Brian J. Nankivell, Stephen I. Alexander: Chronic allograft nephropathy. In: Pediatric nephrology. Band 24, Nummer 8, August 2009, S. 1465–1471, doi:10.1007/s00467-008-0869-z, PMID 18584214, PMC 2697362 (freier Volltext) (Review).
- Leora M. Birnbaum, Mark Lipman, Steven Paraskevas, Prosanto Chaudhury, Jean Tchervenkov, Dana Baran, Andrea Herrera-Gayol, Marcelo Cantarovich: Management of chronic allograft nephropathy: a systematic review. In: Clinical Journal of the American Society of Nephrology 4, 2009, S. 860–865. PMID 19339427 (Review)
- Hye Eun Yoon, Chul Woo Yang: Established and newly proposed mechanisms of chronic cyclosporine nephropathy. In: The Korean Journal of Internal Medicine 24, 2009, S. 81–92. PMID 19543484 (Review)
- Daniel Serón, Wolfgang Arns, Jeremy R. Chapman: Chronic allograft nephropathy--clinical guidance for early detection and early intervention strategies. In: Nephrology Dialysis Transplantation 23, 2008, S. 2467–2473. PMID 18385386 (Review)
- Susanna Tomasoni, Giuseppe Remuzzi, Ariela Benigni: Allograft rejection: acute and chronic studies. In: Contributions to Nephrology 159, 2008, S. 122–134. PMID 18391589 (Review)
- Serdar Yilmaz, Aylin Sar: Pathogenesis and management of chronic allograft nephropathy. In: Drugs 68, 2008, S. 21–31. PMID 18442298 (Review)
- Behzad Najafian, Bertram L. Kasiske: Chronic allograft nephropathy. In: Current Opinion in Nephrology and Hypertension 17, 2008, S. 149–155.  PMID 18277147 (Review)
- Pankaj Baluja, Lukas Haragsim, Zoltan Laszik: Chronic allograft nephropathy. In: Advances in Chronic Kidney Disease 13, 2006, S. 56–61. PMID 16412971 (Review)